# 江廷寄
江廷寄（1534年—？），字時任，直隸寍國府旌德縣江村人，民籍，明朝政治人物。

## 生平
二十八歲中式嘉靖四十年（1561年）辛酉科應天府鄉試第一百三十三名舉人。隆慶二年（1568年）中式戊辰科會試第二百四十一名，三甲第五名進士。授工部主事，历官行人司副、管营缮司署郎中事司正，萬曆四年（1576年）二月升湖广佥事，七年八月升湖广右参议，以考察冠帶閑住。

## 家族
曾祖江溥，贈推官；祖父江文順；父江詔，封行人司副；母呂氏。具庆下。